# Alfons Zobel
Alfons Zobel (* 19. August 1889 in Zacisze (Bezirk Warschau); † 14. April 1970 in Grünstadt) war ein deutscher Maler.

## Leben
Alfred Alfons Zobel wurde 1889 im polnischen Zacisze (Bezirk Warschau) geboren. Im Jahr 1904 absolvierte er ein Volontariat im Atelier des Malers A. Trenkler im polnischen Zyrardów. Danach studierte er in Lódz und an der Kunstschule in Hannover. Nach dem Kriegsdienst im Ersten Weltkrieg übersiedelte er zuerst ins schleswig-holsteinische Friedrichstadt und dann ins pfälzische Hagenbach. Dort lernte er den Münchner Maler Heinrich von Zügel (1850–1941) kennen, in dessen Umkreis er sich weiterbildete.
In den 20er Jahren zog er nach Ludwigshafen am Rhein. Im Verlauf des Zweiten Weltkriegs wurde er mit seiner Familie nach Kollweiler verschlagen, wo er nach erneutem Kriegsdienst und sibirischer Gefangenschaft lebte, bevor er im Jahr 1970 in Grünstadt starb.

## Werk
Die Malerei von Alfons Zobel ist geprägt durch den Einfluss von Heinrich von Zügel. Ebenso wie sein Lehrer widmete sich Alfons Zobel vornehmlich der impressionistischen Freiluftmalerei. Er malte und zeichnete Tierporträts, das ländliche Arbeitsleben, Stillleben, Blumenbilder und vor allem immer wieder Landschaften.

## Ehrung
In Kollweiler, wo er lange Zeit lebte, ist seit 2006 eine Straße nach Alfons Zobel benannt.